# Deluxe Paint Animation
 (octobre 2018).
Si vous disposez d'ouvrages ou d'articles de référence ou si vous connaissez des sites web de qualité traitant du thème abordé ici, merci de compléter l'article en donnant les références utiles à sa vérifiabilité et en les liant à la section « Notes et références ».
DeluxePaint Animation est un éditeur graphique et de création d’animation pour MS-DOS de 1990, basés sur le logiciel Deluxe Paint du Commodore Amiga. 
Il a été adapté par Brent Iverson avec des fonctions d'animation de Steve Shaw et publié par Electronic Arts.
Le programme nécessite un écran VGA 320 × 200 × 256 couleurs, MS-DOS 2.1 ou supérieur et une souris.

## Caractéristiques
Répertorié à l'arrière de la boîte.
- Sélection complète d'outils de peinture - Dessinez n'importe quelle forme, comme vous le souhaitez.
- Transformation de n'importe quelle image en pinceau. Vous pouvez faire pivoter, retourner, cisailler, redimensionner, étaler et colorer.
- Sept niveaux de grossissement - avec possibilité de peindre en mode loupe. Utilisation de zoom variable pour une modification détaillée au niveau des pixels.
- Perspective 3D - Déplacement et rotation des images intégralement en 3D, automatiquement.
- Utilisation de cycle de couleur et de remplissages dégradés pour créer des effets spéciaux.
- Pochoirs. Un pochoir masque l' image pour qu'il soit possible de peindre derrière et devant celle-ci.
- Utilisation de la boîte de dialogue de déplacement très pratique pour animer des pinceaux entièrement en 3D - automatiquement! Idéal pour créer des titres en rotation pour des vidéos à faible coût.
- 37 polices multi-tailles